# Matthew C. Perry
Matthew Calbraith Perry (Newport, Rhode Island, 10 de abril de 1794-Nueva York, 4 de marzo de 1858) fue un naturalista y oficial naval estadounidense. Perry comandó flotas navales en varias guerras, incluyendo la guerra anglo-estadounidense de 1812 y la guerra mexicano-estadounidense. Es particularmente recordado por comandar la llamada «expedición Perry» que  rompió el aislamiento internacional de Japón, lo forzó a abrirse a los demás países extranjeros e impulsó el Tratado de Kanagawa. Durante la intervención estadounidense en México, ocupó el puerto de Frontera y la ciudad de San Juan Bautista, en el estado de Tabasco.
Perry estaba interesado en la educación de los oficiales de marina y contribuyó al desarrollo de un sistema de aprendices que ayudó a establecer el currículo de la Academia Naval de los Estados Unidos. Con la aparición de las máquinas de vapor, Perry se convirtió en uno de los principales defensores de la modernización de la Armada de los Estados Unidos y llegó a ser considerado «Padre de la Armada a vapor» en los Estados Unidos.

## Biografía
Matthew Perry nació el 10 de abril de 1794. Era miembro de la familia Perry, hijo de Sarah Wallace (de soltera Alexander) (1768-1830) y el capitán de la Armada Christopher Raymond Perry (1761-1818). Sus hermanos incluían a Oliver Hazard Perry, Raymond Henry Jones Perry, Sarah Wallace Perry, Anna Marie Perry (madre de George Washington Rodgers), James Alexander Perry, Nathaniel Hazard Perry y Jane Tweedy Perry (quien se casó con William Butler).
Su madre nació en el condado de Down, Irlanda y era descendiente de un tío de William Wallace, el caballero escocés y terrateniente que es conocido por liderar una resistencia durante las guerras de Independencia de Escocia y hoy es recordado como un patriota y héroe nacional. Sus abuelos paternos fueron James Freeman Perry, cirujano, y Mercy Hazard, descendiente del gobernador Thomas Prence, cofundador de Eastham, Massachusetts, quien fue un líder político en las colonias de Plymouth y Massachusetts Bay, y gobernador. de Plymouth; y un descendiente de los pasajeros de Mayflower, ambos firmantes del Pacto del Mayflower, el élder William Brewster, el líder colono peregrino y anciano espiritual de la colonia de Plymouth, y George Soule, a través de Susannah Barber Perry.

## Trayectoria militar

### Intervención estadounidense en Tabasco
Durante la intervención estadounidense en México, Perry ocupó el 23 de octubre de 1846 el puerto de Frontera, Tabasco, que se hallaba sin guarnición militar, ya que las fuerzas tabasqueñas se habían concentrado en la capital del estado. Para esto utilizaron varios buques de vapor, como el Mississippi, el Vixen y el McLane, así como las goletas Bonita, Fortuna, Reefer y Nonata. En este puerto, los norteamericanos capturaron al vapor mexicano Petrita y a la goleta Amado, estableciendo en el puerto su base de operaciones.
Primera batalla de Tabasco

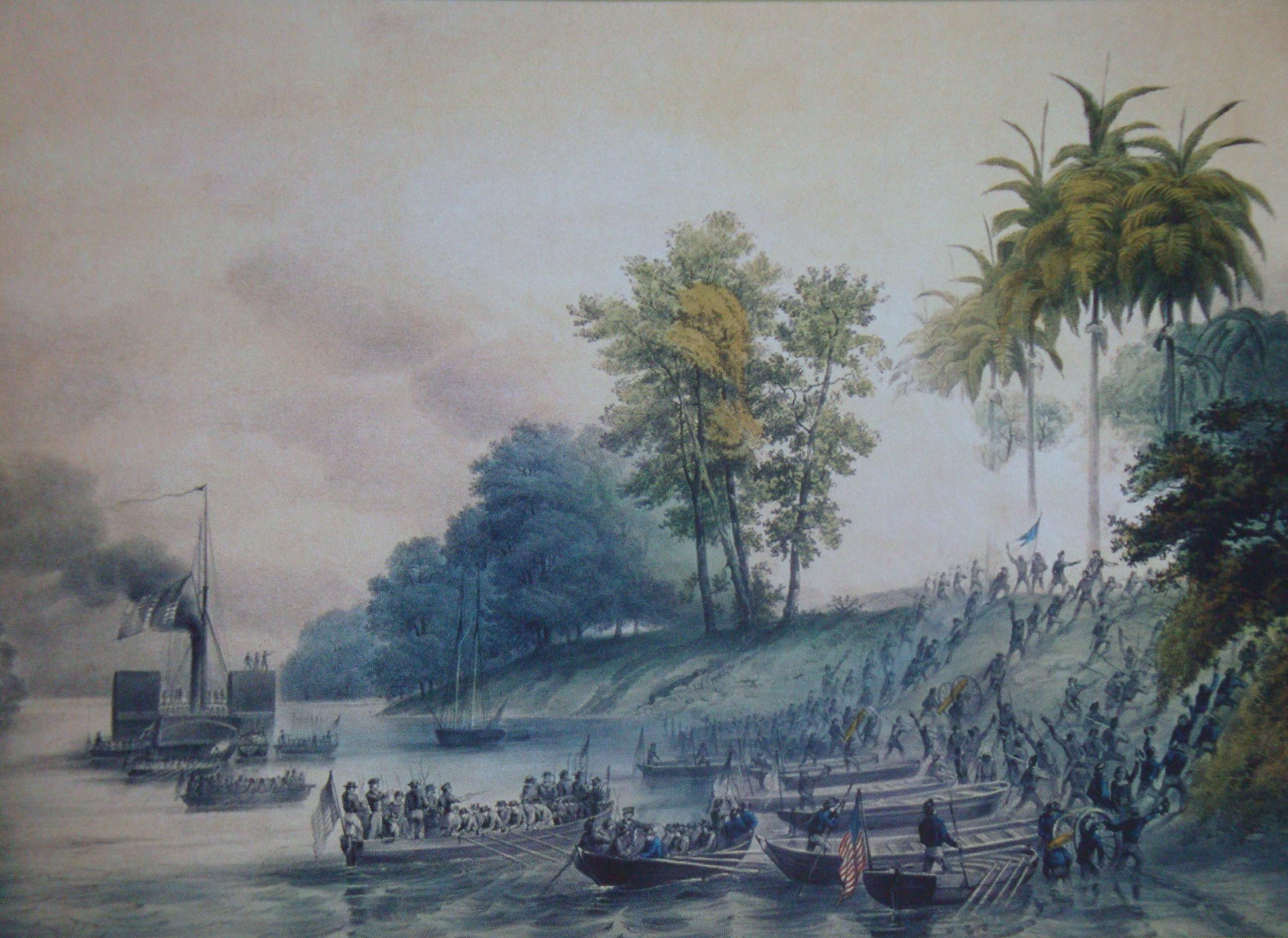
Tropas del comodoro Perry desembarcando en San Juan Bautista, capital de Tabasco.

El 24 de octubre por la tarde, Perry ordenó a su ejército enfilar rumbo a la capital del estado, llegando el 25 a las doce del día frente a San Juan Bautista. Descendieron el comodoro Perry y el capitán French Forrest, quienes exigieron a las autoridades tabasqueñas que entregaran la plaza. Ante la negativa, Perry luchó del 25 al 26 de octubre de 1846 contra las fuerzas tabasqueñas en la primera batalla de Tabasco, en la cual fue derrotado por el entonces gobernador de Tabasco Juan Bautista Traconis.
No pudiendo tomar la capital del estado San Juan Bautista (hoy Villahermosa) se replegó hacia el puerto de Frontera, donde inició un bloqueo marítimo, que duraría ocho meses, para evitar la entrada de bastimentos y pertrechos militares a las fuerzas tabasqueñas acuarteladas en la capital.
Segunda batalla de Tabasco
Posteriormente, del 15 al 16 de junio de 1847, volvió a atacar la capital del estado. En esta ocasión, Perry dispuso que una parte de sus tropas desembarcaran en un punto llamado «Acachapan», y tras derrotar a las fuerzas tabasqueñas emplazadas en el fuerte de Iturbide, punto clave por estar próximo a la capital, se enfiló a atacar la ciudad de San Juan Bautista por dos flancos: por tierra y por el río, desarrollándose la Segunda Batalla de Tabasco, tras la cual Perry salió victorioso ocupando la ciudad de San Juan Bautista el 16 de octubre de ese año, nombrando al General Gershom Jaques Van Brunt gobernador provisional de Tabasco.
Durante dicha intervención, invadió y ocupó varias ciudades mexicanas, entre ellas San Juan Bautista (hoy Villahermosa) y el Puerto de Frontera, en Tabasco, así como Ciudad del Carmen.

### La expedición Perry: apertura de Japón, 1852-1854
En 1852, el presidente estadounidense Millard Fillmore le asignó a Perry una misión para forzar la apertura de los puertos japoneses al comercio estadounidense, mediante el uso de la llamada «diplomacia de cañonero» si fuera necesario. El creciente comercio entre Estados Unidos y China, la presencia de balleneros estadounidenses en aguas cercanas a la costa de Japón y la creciente monopolización de potenciales estaciones de carbón por parte de las potencias europeas en Asia fueron todos factores que contribuyeron a ello. Marineros extranjeros que naufragaban eran encarcelados o ejecutados en Japón, y el regreso sanos y salvos de esas personas era una de las demandas.

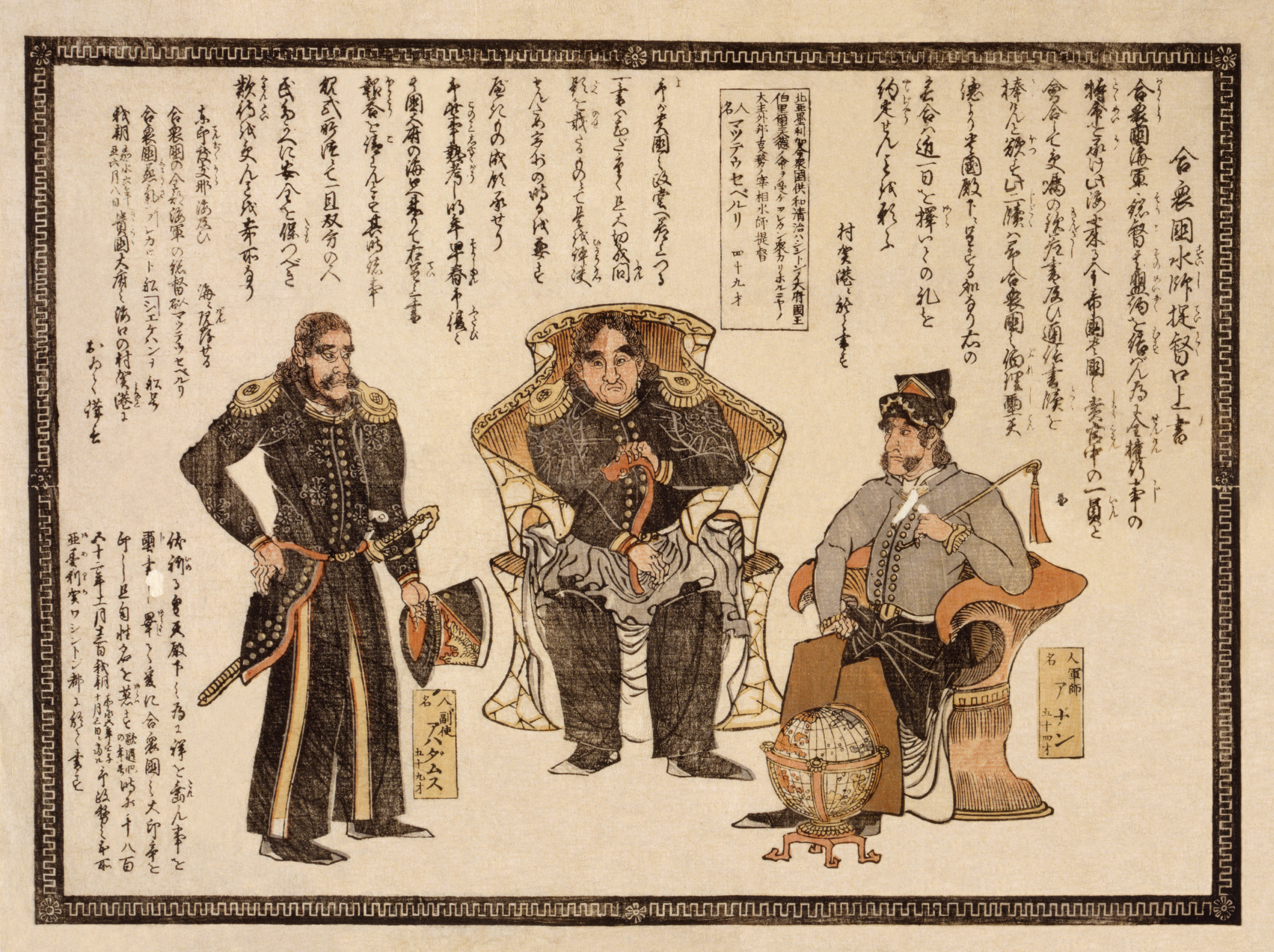
Xilografía japonesa con Perry (al centro) y otros altos oficiales de la Armada de Estados Unidos.

Los estadounidenses también estaban motivados por ideas de destino manifiesto y el deseo de imponer los beneficios de la civilización occidental y la religión cristiana a lo que percibían como naciones asiáticas atrasadas. «El pueblo de Estados Unidos, de una forma u otra, extenderá su dominio y su poder, hasta que haya atraído bajo su poderoso abrazo las islas del gran Pacífico y haya colocado a la raza sajona en las costas orientales de Asia», afirmaba Perry. Los japoneses fueron advertidos del viaje de Perry por los neerlandeses, pero no estaban dispuestos a cambiar su política de aislamiento nacional de 250 años de antigüedad (conocida como sakoku). Hubo un considerable debate interno en Japón sobre la mejor manera de enfrentar esta amenaza potencial a la soberanía económica y política de Japón.
Cuando el comodoro Matthew Perry de la Armada de los Estados Unidos apareció en la Bahía de Edo (actual Bahía de Tokio) en julio de 1853, el bakufu (shogunato) entró en una situación caótica. El entonces presidente de los concejales mayores, Abe Masahiro (1819-1857) fue designado como el responsable de tratar con los estadounidenses. Sin tener experiencia en el manejo de asuntos de seguridad nacional, trató de conciliar los deseos de los concejales de acordar con los extranjeros, los del emperador que quería mantener a los extranjeros fuera, y el de los regidores feudales (daimio) que querían ir a la guerra. Así, aunque careciendo de consenso, Masahiro decidió comprometerse aceptando las demandas del comodoro Perry para abrir el Japón al comercio exterior, al mismo tiempo que tomaba precauciones militares. En marzo de 1854, la Convención de Amnistía (o tratado de Kanagawa) mantuvo la prohibición al comercio, pero abrió tres puertos (Nagasaki, Shimoda y Hakodate) a los barcos balleneros estadounidenses que buscaban provisiones, garantizando un buen trato a sus tripulaciones y permitiendo que un cónsul de los Estados Unidos residiera en Shimoda, un puerto en la Península de Izu, al sureste de Edo.
El daño resultante al bakufu fue significativo. El debate sobre políticas de gobierno era inusual y había generado críticas públicas. Con la esperanza de ganar el apoyo de nuevos aliados, Abe Masahiro, ante la consternación de los Fudai-daimio, había negociado con los Shinpan y Tozama daimio, minando aún más al ya debilitado gobierno.
En la llamada "Reforma Ansei" (1854-1856), Masahiro trató de fortalecer al régimen, comprando barcos de guerra y armamento a los Países Bajos, y construyendo nuevas defensas portuarias. En 1855, con asistencia de los Países Bajos, el Shogun adquirió su primer barco de guerra a vapor, el Kankō Maru, que fue usado para entrenamiento, y fundó el "Centro de entrenamiento naval Nagasaki" con instructores neerlandeses, así como también estableció una escuela militar al estilo occidental en Edo, adquiriendo en 1857, el primer barco de guerra a vapor propulsado a hélice, el Kanrin Maru. El conocimiento científico de la preexistente fundación de "conocimiento occidental" o "rangaku" fue en gran medida ampliado.
Antes de su viaje al Lejano Oriente, el comodoro Perry había leído los libros disponibles acerca del Japón Tokugawa. Su investigación incluso incluyó consultas con el cada vez más conocido japonólogo Philipp Franz von Siebold, quien había vivido en la isla neerlandesa de Dejima, por ocho años antes de retirarse a Leiden en los Países Bajos.

## Últimos años
Mientras vivía en su hogar adoptivo en Nueva York, la salud de Perry comenzó a fallar, ya que sufría cirrosis hepática por beber en exceso. Se sabía que Perry era alcohólico, lo que agravó las complicaciones de salud que lo llevaron a la muerte. También sufría una artritis severa que le dejaba con dolores frecuentes y, en ocasiones, le impedía realizar sus tareas.
Perry pasó sus últimos años preparándose para la publicación de su relato de la expedición a Japón, anunciando su finalización el 28 de diciembre de 1857. Dos días después fue separado de su último puesto, una asignación a la Junta de Eficiencia Naval. Murió a la espera de nuevas órdenes el 4 de marzo de 1858, en la ciudad de Nueva York, de fiebre reumática que se había extendido al corazón, agravada por complicaciones de gota y alcoholismo.
Inicialmente enterrados en una bóveda en los terrenos de la Iglesia de San Marcos en Bowery, en la ciudad de Nueva York, los restos de Perry fueron trasladados al cementerio de la Isla en Newport, Rhode Island, el 21 de marzo de 1866, junto con los de su hija, Anna, quien murió en 1839. En 1873, la viuda de Perry colocó un elaborado monumento sobre su tumba en Newport.